# Holotrochus amazonicus
Holotrochus amazonicus – gatunek chrząszcza z rodziny kusakowatych i podrodziny Osoriinae.

## Taksonomia
Gatunek opisany został w 1981 lub 1982 roku przez Urlicha Irmlera. Gatunek zaliczany jest do grupy pubescens-species group.

## Opis
Chrząszcz o ciele długości 3,7 mm. Szósty i siódmy człon czułków kwadratowy. Przedplecze najszersze w pobliżu środka. Jego boki równomiernie zwężone ku wielokątnym tylnym i tępym przednim kątom. Naprzeciwko kątów tylnych krótkie obrzeżenie.

## Występowanie
Gatunek endemiczny dla Brazylii.